# بوب ك. رايلي
بوب ك. رايلي (بالإنجليزية: Bob C. Riley)‏ هو سياسي أمريكي، ولد في 18 سبتمبر 1924 في ليتل روك في الولايات المتحدة، وتوفي في 16 فبراير 1994 في أركدلفيا في الولايات المتحدة. حزبياً، نشط في الحزب الديمقراطي. وقد انتخب عضو مجلس نواب أركنساس وانتخب نائب حاكم أركنساس ‏ (12 يناير 1971 – 14 يناير 1975) وانتخب حاكم أركنساس ‏ (3 يناير 1975 – 14 يناير 1975).